# Marmosops cracens
Marmosops cracens é uma espécie de marsupial da família Didelphidae. Endêmica da Venezuela, onde pode ser encontrada apenas na localidade-tipo no estado de Falcón.